# Wahlkreis Paris I

Karte der Parlamentswahlkreise von Paris

Der  Wahlkreis  Paris I ist seit 2010 einer der 18 französischen Wahlkreise, die das in der Region Île-de-France gelegene Département Paris (75) seit der 2010 vorgenommenen und ab den Parlamentswahlen im Juni 2012 geltenden Neueinteilung der Wahlkreise umfasst.

## Das Gebiet des Wahlkreises
Mit dem Gesetz vom 23. Februar 2010 wurde die Verordnung vom 29. Juli 2009 ratifiziert, die die Sitzverteilung und die Abgrenzung der Wahlkreise für die Wahl der Abgeordneten festlegt.
Der Wahlkreis wird wie folgt abgegrenzt : das 1., 2. und 8. Arrondissement sowie der Teil des 9. Arrondissements, der die Viertel Chaussée-d'Antin, Faubourg-Montmartre und Saint-Georges sowie den Teil des Viertels Rochechouart südlich der Rue Condorcet und der Rue de Maubeuge umfasst.
Diese Abgrenzung gilt  ab der XIV. Legislaturperiode.

## Wahlergebnisse (seit 2022)

### Parlamentswahl 2022
| Kandidaten               | Kandidaten              | Parteien                                                                   | 1. Wahlgang | 1. Wahlgang | 2. Wahlgang | 2. Wahlgang |
| Kandidaten               | Kandidaten              | Parteien                                                                   | Stimmen     | %           | Stimmen     | %           |
| ------------------------ | ----------------------- | -------------------------------------------------------------------------- | ----------- | ----------- | ----------- | ----------- |
|                          | Sylvain Maillardgewählt | ENS – Ensemble ! (La République en marche)                                 | 19.718      | 41,9        | 28.655      | 65,6        |
|                          | Thomas Luquet           | NUP – Nouvelle union populaire écologique et sociale (La France insoumise) | 12.780      | 27,2        | 15.046      | 34,4        |
|                          | Vincent Baladi          | LR – Les Républicains                                                      | 4.479       | 9,5         |             |             |
|                          | David Attia             | REC – Reconquête                                                           | 3.004       | 6,4         |             |             |
|                          | Manon Chaumette         | UDI – Union des démocrates et indépendants                                 | 2.247       | 4,8         |             |             |
|                          | Catherine Lecuyer       | DVD – Unabh.                                                               | 1.977       | 4,2         |             |             |
|                          | Morgane Chedhomme       | RN – Rassemblement National                                                | 1.357       | 2,9         |             |             |
|                          | Juliane Faux            | REG – Fédération des Pays Unis                                             | 675         | 1,4         |             |             |
|                          | Liliane Delwasse        | ECO – Parti animaliste                                                     | 567         | 1,2         |             |             |
|                          | Laurence Boulinier      | DXG – Lutte Ouvrière                                                       | 216         | 0,5         |             |             |
|                          | Dominique Tourte        | DVG – Unabh. (PCF Dissident)                                               | 4           | 0,0         |             |             |
|                          | Annie Paris             | DVG – Fédération de la gauche républicaine                                 | 2           | 0,0         |             |             |
| Gesamt                   | Gesamt                  | Gesamt                                                                     | 47.026      | 100         | 43.702      | 100         |
|                          |                         |                                                                            |             |             |             |             |
| Leere Stimmzettel        | Leere Stimmzettel       | Leere Stimmzettel                                                          | 442         | 0,9         | 1.539       | 3,4         |
| Ungültige Stimmzettel    | Ungültige Stimmzettel   | Ungültige Stimmzettel                                                      | 117         | 0,2         | 553         | 1,2         |
| Wähler                   | Wähler                  | Wähler                                                                     | 47.585      | 56,3        | 45.794      | 54,1        |
| Wahlberechtigte          | Wahlberechtigte         | Wahlberechtigte                                                            | 84.562      |             | 84.577      |             |
|                          |                         |                                                                            |             |             |             |             |
| Quelle: Innenministerium |                         |                                                                            |             |             |             |             |

### Parlamentswahl 2024
| Kandidaten               | Kandidaten                    | Parteien                                                               | 1. Wahlgang | 1. Wahlgang | 2. Wahlgang | 2. Wahlgang |
| Kandidaten               | Kandidaten                    | Parteien                                                               | Stimmen     | %           | Stimmen     | %           |
| ------------------------ | ----------------------------- | ---------------------------------------------------------------------- | ----------- | ----------- | ----------- | ----------- |
|                          | Sylvain Maillardgewählt       | ENS – Ensemble pour la République (Renaissance)                        | 28.048      | 44,7        | 35.239      | 63,6        |
|                          | Raphaël Kempf                 | UG – Nouveau Front populaire (Unabh.)                                  | 20.138      | 32,1        | 20.132      | 36,4        |
|                          | Delphine Voirin               | RN – Rassemblement National                                            | 6.303       | 10,0        |             |             |
|                          | Laurence Sailliet             | LR – Les Républicains                                                  | 3.469       | 5,5         |             |             |
|                          | Pierre Maurin                 | DVD – Union républicaine de la droite et du centre (LR – LC – EP – NÉ) | 2.883       | 4,6         |             |             |
|                          | Marine Chiaberto              | REC – Reconquête                                                       | 991         | 1,6         |             |             |
|                          | Alban Ludovic Bertrand Pineau | DVC – L’Écologie autrement – MÉI – Sonst.                              | 598         | 1,0         |             |             |
|                          | Laurence Boulinier            | EXG – Lutte Ouvrière                                                   | 231         | 0,4         |             |             |
|                          | Mathilde Contensou            | REG – Volt                                                             | 89          | 0,1         |             |             |
|                          | Axel Metzker                  | DIV – Unabh.                                                           | 3           | 0,0         |             |             |
|                          | Aurélien Gautreau             | EXG – Nouveau Parti anticapitaliste                                    | 0           | 0,0         |             |             |
| Gesamt                   | Gesamt                        | Gesamt                                                                 | 62.753      | 100         | 55.371      | 100         |
|                          |                               |                                                                        |             |             |             |             |
| Leere Stimmzettel        | Leere Stimmzettel             | Leere Stimmzettel                                                      | 495         | 0,8         | 1.931       | 3,3         |
| Ungültige Stimmzettel    | Ungültige Stimmzettel         | Ungültige Stimmzettel                                                  | 173         | 0,3         | 598         | 1,0         |
| Wähler                   | Wähler                        | Wähler                                                                 | 63.421      | 75,2        | 57.900      | 68,7        |
| Wahlberechtigte          | Wahlberechtigte               | Wahlberechtigte                                                        | 84.309      |             | 84.312      |             |
|                          |                               |                                                                        |             |             |             |             |
| Quelle: Innenministerium |                               |                                                                        |             |             |             |             |